# IAMSOUND Records
IAMSOUND Records je losangeleské nezávislé hudební vydavatelství. Svou činnost zahájilo jako součást Worlds End Managementu, jedné z největších produkčních management agentur v Americe. Založeno bylo v roce 2006 díky Niki Robertson, která stále působí ve vedení společnosti; nyní spolu s Paulem Tao.
I když se vydavatelství snaží o proslavení lokální losangeleské indie hudby, v čele s kapelami jako jsou Lord Huron, Io Echo a Fool's Gold, jejich nejznámějšími umělci jsou původem britští Florence and the Machine, Little Boots a Charli XCX.
V roce 2010 vydali sérii vinylových a digitálních singlů nazvaných L. A. Collection, které obsahovaly tvorbu losangeleských umělců, což je velmi podobná forma reprezentace, kterou kdysi vydával Sub Pop.
V roce 2012 vydavatelství Iamsound spolupracovalo s Los Angeles Museum of Contemporary Art na galerijní/koncertní sérii.

## Umělci
Seznam umělců vydávajících u IAMSOUND Records:
- Banks
- The Black Ghosts
- Bleeding Knees Club
- Charli XCX
- thecocknbullkid
- Cut Off Your Hands
- Florence and the Machine
- Fool's Gold
- Get Shakes
- Io Echo
- Kate Boy
- Nikki Lane
- Little Boots
- Lord Huron
- MEN
- MS MR
- NewVillager
- Salem
- Suckers
- Sunny Day Sets Fire
- Telepathe